# Теорема Штольца
Теорема Штольца — утверждение математического анализа, в некоторых случаях помогающее найти предел последовательности вещественных чисел. Теорема названа в честь опубликовавшего в 1885 году её доказательство австрийского математика Отто Штольца. По своей природе теорема Штольца является дискретным аналогом правила Лопиталя.

## Формулировка
Пусть {\displaystyle a_{n}} и {\displaystyle b_{n}} — две последовательности вещественных чисел, причём {\displaystyle b_{n}} положительна, неограничена и строго возрастает (хотя бы начиная с некоторого члена). Тогда, если существует предел
{\displaystyle \lim \limits _{n\to \infty }{\frac {a_{n}-a_{n-1}}{b_{n}-b_{n-1}}}},
то существует и предел
{\displaystyle \lim \limits _{n\to \infty }{\frac {a_{n}}{b_{n}}}},
причём эти пределы равны.

## Доказательство
Ниже приводится доказательство по Фихтенгольцу, другое доказательство приведено в книге Архипова, Садовничего и Чубарикова. 
Допустим сначала, что предел равен конечному числу {\displaystyle L}, тогда для любого заданного {\displaystyle \varepsilon >0} существует такой номер {\displaystyle N>0}, что при {\displaystyle n>N} будет иметь место:
{\displaystyle L-{\frac {\varepsilon }{2}}<{\frac {a_{n}-a_{n-1}}{b_{n}-b_{n-1}}}<L+{\frac {\varepsilon }{2}}}.
Значит, для любого {\displaystyle n>N} все дроби:
{\displaystyle {\frac {a_{N+1}-a_{N}}{b_{N+1}-b_{N}}},{\frac {a_{N+2}-a_{N+1}}{b_{N+2}-b_{N+1}}},...,{\frac {a_{n}-a_{n-1}}{b_{n}-b_{n-1}}}}
лежат между этими же границами. Так как знаменатели этих дробей положительны (в силу строго возрастания последовательности {\displaystyle b_{n}}), то, по свойству медианты, между теми же границами содержится и дробь:
{\displaystyle {\frac {a_{n}-a_{N}}{b_{n}-b_{N}}}},
числитель которой есть сумма числителей написанных выше дробей, а знаменатель — сумма всех знаменателей. Итак, при {\displaystyle n>N}:
{\displaystyle \left|{\frac {a_{n}-a_{N}}{b_{n}-b_{N}}}-L\right|<{\frac {\varepsilon }{2}}}.
Теперь рассмотрим следующее тождество (проверяемое непосредственно):
{\displaystyle {\frac {a_{n}}{b_{n}}}-L={\frac {a_{N}-Lb_{N}}{b_{n}}}+\left(1-{\frac {b_{N}}{b_{n}}}\right)\left({\frac {a_{n}-a_{N}}{b_{n}-b_{N}}}-L\right)},
откуда имеем
{\displaystyle \left|{\frac {a_{n}}{b_{n}}}-L\right|\leq \left|{\frac {a_{N}-Lb_{N}}{b_{n}}}\right|+\left|{\frac {a_{n}-a_{N}}{b_{n}-b_{N}}}-L\right|}.
Второе слагаемое при {\displaystyle n>N} становится меньше {\displaystyle {\frac {\varepsilon }{2}}}, первое слагаемое также станет меньше {\displaystyle {\frac {\varepsilon }{2}}}, при {\displaystyle n>M}, где {\displaystyle M} — некоторый достаточно большой номер, в силу того, что {\displaystyle b_{n}\to +\infty }. Если взять {\displaystyle M>N}, то при {\displaystyle n>M} будем иметь
{\displaystyle \left|{\frac {a_{n}}{b_{n}}}-L\right|<\varepsilon },
что и доказывает наше утверждение.
Случай бесконечного предела можно свести к конечному. Пусть, для определённости:
{\displaystyle \lim \limits _{n\to \infty }{\frac {a_{n}-a_{n-1}}{b_{n}-b_{n-1}}}=+\infty },
из этого следует, что при достаточно больших {\displaystyle n}:
{\displaystyle a_{n}-a_{n-1}>b_{n}-b_{n-1}} и
{\displaystyle \lim \limits _{n\to \infty }a_{n}=+\infty },
причём последовательность {\displaystyle a_{n}} строго возрастает (начиная с определённого номера). В этом случае, доказанную часть теоремы можно применить к обратному отношению {\displaystyle b_{n} \over a_{n}}:
{\displaystyle \lim \limits _{n\to \infty }{\frac {b_{n}}{a_{n}}}=\lim \limits _{n\to \infty }{\frac {b_{n}-b_{n-1}}{a_{n}-a_{n-1}}}=0},
откуда и следует, что:
{\displaystyle \lim \limits _{n\to \infty }{\frac {a_{n}}{b_{n}}}=+\infty }.
Если предел равен {\displaystyle -\infty }, то нужно рассмотреть последовательность {\displaystyle \{-a_{n}\}}.

## Следствие
Одним из следствий теоремы Штольца является регулярность метода суммирования Чезаро. Это означает, что если последовательность {\displaystyle a_{n}} сходится к числу {\displaystyle a}, то последовательность средних арифметических {\displaystyle {\frac {a_{1}+\dots +a_{n}}{n}}} сходится к этому же числу.